# 2018 en archéologie
Cet article présente les faits marquants de l'année 2018 en archéologie.

## Évènements
- 2 mai : 
  - publication de la découverte, sur le site archéologique de Kalinga d'un squelette de rhinocéros philippin vieux de 700 000 ans présentant des signes de découpe, ce qui indiquerait que des hominiens (peut-être l'Homme de Callao, peut-être l'Homme de Florès, peut-être une espèce inconnue) seraient arrivés dans l'archipel philippin beaucoup plus tôt que ce que l'on croyait[1],[2].
  - publication des découvertes du site archéologique de Huanchaco au Pérou.

- Entre le 18 et le 28 septembre : découverte par le spéléologue Olivier Testa et le géoarchéologue français Richard Oslisly de la grotte d'Iroungou dans les forêts de la région de Mouila au Gabon, site archéologique médiéval du XIVe siècle, première grotte sépulcrale connue au Gabon et deuxième connue dans toute l'Afrique subsaharienne après celle de Benin City au Nigeria (découverte dans les années 1960)[3],[4].